# Ross Campbell (Mediziner)
Donald Ross Campbell (* 25. November 1936 in Albuquerque; † 2. November 2012 im South Cumberland State Park, Tennessee) war ein US-amerikanischer Psychiater und Autor von Erziehungsbüchern.

## Leben
Campbell studierte an der United States Naval Academy Ingenieurwissenschaften und verblieb bis 1963 in der US Navy. Danach wechselte er die Fachrichtung und studierte bis 1969 Medizin an der University of Florida. Von 1968 bis 1969 wirkte er als Missionar in Bolivien für die Wycliff Bible Translators. Im Jahr 1973 absolvierte er seine Facharztausbildung. Er arbeitete von 1973 bis 1996 als Kinder- und Jugendpsychiater.
Campbell verfasste zahlreiche Erziehungsbücher, die in mehr als 40 Sprachen übersetzt wurden. Die Bücher sind von seinem christlichen Weltbild geprägt.
Für einige spätere Werke kooperierte er mit Gary Chapman auf der Basis des Konzepts der Fünf Sprachen der Liebe.

## Werke
- How To Really Love Your Child (1977)
- How to Really Love Your Teenager (1981)
- How to Keep Going When the Storms Keep Coming (1986)
- (mit Pat Likes) Kids Who Follow, Kids Who Don’t (1989)
- (mit Carole Sanderson Streeter) Kids in Danger (1995)
- (mit Dave Lambert) Getting a Clue in a Clueless World (1996)
- (mit Gary Chapman) Five Love Languages of Children (1997)
- (mit Rob Suggs) How to Really Love Your Angry Child (2003)
- (mit Rob Suggs) How to Really Love Your Grandchild (2006)